# Helopsaltes pryeri
Helopsaltes pryeri é uma espécie de ave da família Locustellidae.
Pode ser encontrada nos seguintes países: China, Japão, Coreia do Sul, Mongólia e Rússia.
Os seus habitats naturais são: pântanos.
Está ameaçada por perda de habitat.